# Retroperitoneo

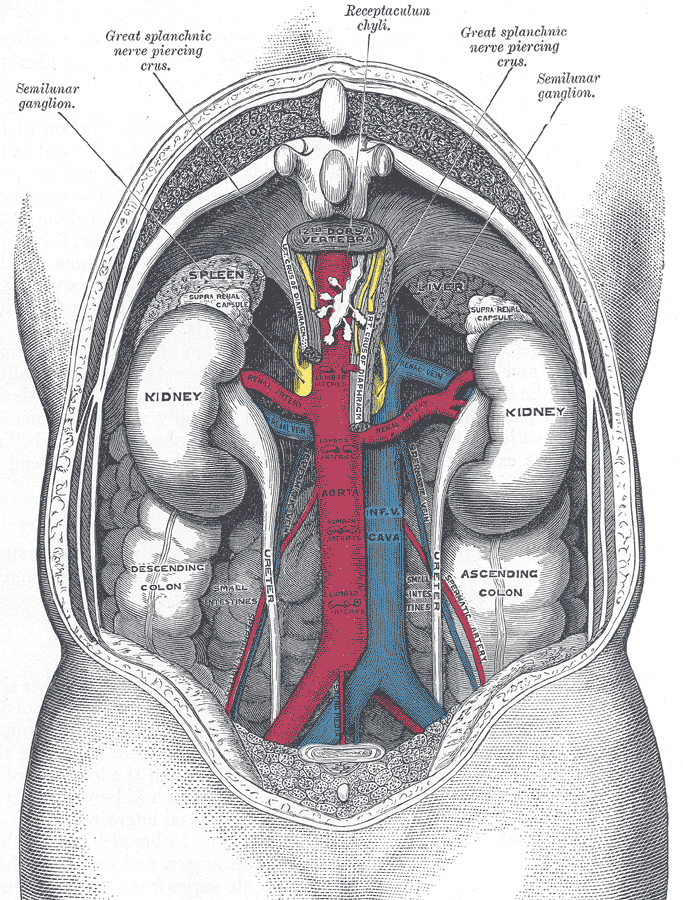
Vista posterior del abdomen. Se pueden visualizar las estructuras anatómicas retroperitoneales.

El retroperitoneo es la región visceral abdominopélvica, limitada superiormente por el músculo diafragma, inferiormente por el periné, anteriormente por el peritoneo parietal posterior, y posteriormente por la pared posterior del abdomen. Contiene órganos gastrointestinales (porciones descendente, inferior y ascendente del duodeno; proceso unciforme, cabeza, cuello y cuerpo del páncreas, cara posterior del colon ascendente y descendente junto con las flexuras cólicas, recto y parte del hígado, lumbares (glándulas suprarrenales), urinarios (riñones y uréteres), vasculares (aorta abdominal, vena cava inferior) y osteoartromusculares (cuerpos vertebrales, músculos psoas mayor, ilíaco y cuadrado lumbar, músculo diafragma, huesos de la pelvis y sus articulaciones).
En el  retroperitoneo se ubican de aproximadamente la mitad de los ganglios linfáticos de todo el cuerpo, de entre 400 a 500 en total, en el retroperitoneo se alojan 250 de éstos. Las metástasis a los ganglios retroperitoneales son frecuentes en tumores malignos de testículo y  ovario, otros órganos que hacen metástasis a los ganglios retroperitoneales  son cáncer de próstata, cervicouterino, endometrio y vejiga. Los tumores malignos de este sitio principalmente son linfomas (originados en los ganglios linfáticos) y sarcomas (originados en el tejido mesenquimatoso). Las variantes vasculares más frecuentes de esta topografía son las presentes en la arteria y vena renales.
Los tumores en el área del retroperitoneo son raros, con incidencia de aproximadamente 0.3-3 %. El 60-85 % son malignos, entre el 15-40 % restante se encuentran los tumores miofibroblásticos inflamatorios (TMI).
- Datos: Q577238
- Multimedia: Retroperitoneal space / Q577238